# Тефрохронология
Тефрохронология (от др.-греч. τεφρα — пепел, χρόνος — время, λόγος — слово, учение) — научная дисциплина о методах датирования событий, природных явлений, археологических находок и древних предметов, основанная на исследовании слоёв вулканического пепла (тефры).
Метод основан на том, что каждое вулканическое событие оставляет своего рода уникальный химический «отпечаток пальца» в отложениях. Поэтому, если, например, извержение вулкана точно датировано, оно становится временным маркером и может использоваться для датировки других событий. Пионером тефрохронологии считается известный исландский ученый Сигурдур Тораринссон (1912—1983).